# Indovina chi viene a merenda?
Indovina chi viene a merenda? è un film italiano del 1969 diretto da Marcello Ciorciolini.

## Trama
Sicilia 1943: per evitare la guerra, Franco e Ciccio si sono nascosti sui monti. Due paracadutisti americani rubano i loro i vestiti lasciando ad essi in cambio le uniformi, così i nostri "eroi" vengono catturati dai tedeschi e deportati in Germania. Evaderanno, si rifugeranno in una fattoria e saranno protagonisti di disavventure a catena. Dopo la guerra, creduti morti, sono invece sani e salvi, lassù in Germania.